# Hold It Against Me
 (mai 2020).
Si vous disposez d'ouvrages ou d'articles de référence ou si vous connaissez des sites web de qualité traitant du thème abordé ici, merci de compléter l'article en donnant les références utiles à sa vérifiabilité et en les liant à la section « Notes et références ».
Singles de Britney Spears
3
(2009) Till the World Ends
(2011)
Pistes de Femme Fatale
Till the World Ends Inside Out
Hold It Against Me est une chanson de l'artiste chanteuse américaine pop Britney Spears, publiée en tant que premier single de son septième album studio, Femme Fatale. Le titre a été écrit et produit par Max Martin, Dr. Luke et Billboard, avec la participation de Bonnie McKee à l'écriture. Dr. Luke a expliqué qu'il voulait que Hold It Against Me sonne différemment de ses précédentes productions[réf. nécessaire]. La chanson devait être offerte à Katy Perry, mais Dr. Luke et Max Martin ont estimé qu'elle ne lui convenait pas[réf. nécessaire]. Une première démo de la chanson interprétée par Bonnie McKee a été divulguée le 6 janvier 2011, et le single fut disponible à l'écoute le 10 janvier 2011. Il a été mis en vente le lendemain.
Musicalement, Hold It Against Me mêle rythmes indus et trance avec des éléments de grime. Les chœurs sont cadencés par des synthétiseurs portant les vocaux de Spears et contrastant avec les rythmes forts. La chanson dispose d'un break dubstep dans lequel Spears gémit et envoie des baisers. Enfin, la chanson se termine par un chœur final contenant des éléments de rave. Les paroles décrivent la chanteuse séduisant quelqu'un sur la piste de danse, et le refrain tourne autour de pick-up lines. Après que la chanson est parue, le groupe américain, The Bellamy Brothers, l'a critiquée, affirmant qu'elle était semblable à leur titre If I Said You Had a Beautiful Body Would You Hold It Against Me sorti en 1979. Ils ont été poursuivis par Max Martin, Lukasz Gottwald, Bonnie McKee et Matthieu Jomphe (alias Billboard) pour diffamation et calomnie, mais l'affaire a été rejetée après que The Bellamy Brothers se soient excusés.
La plupart des critiques[Lesquelles ?] ont salué Hold It Against Me, même si certains[Qui ?] ont critiqué son contenu lyrique. La chanson a fait ses débuts numéro un en Belgique francophone, au Canada, au Danemark, en Finlande, en Nouvelle-Zélande, et également aux États-Unis, où elle est devenue son quatrième numéro un au Billboard Hot 100[réf. nécessaire]. Ainsi, Hold It Against Me fait de Spears la deuxième artiste, derrière Mariah Carey, de l'histoire du classement Billboard à faire, plus d'une fois, ses débuts à la première place et la troisième artiste féminine à marquer un single numéro dans les trois décennies consécutives, et la septième artiste du classement général. En 2012, Hold It Againt Me a été élu comme la meilleure chanson ayant atteint la première position au Hot 100 au cours de ces deux dernières années. Le single a aussi atteint le top 5 de plusieurs pays comme l'Australie, l'Irlande, l'Italie, l'Écosse, la Finlande et la Norvège.
Le vidéoclip qui accompagne la chanson a été réalisé par Jonas Åkerlund. Il a été révélé le 17 février 2011, après une campagne de deux semaines de promotion à l'aide de teasers. La vidéo met en scène Spears comme une pop star venue de l'espace afin de trouver la gloire sur Terre. Là, elle devient accablée par la pression qu'engendre la célébrité et touche le fond. La vidéo a reçu des critiques positives et mitigées[Lesquelles ?]; le concept artistique et visuel a été complimenté[réf. nécessaire], mais l'utilisation du placement de produit a été dénigré[réf. nécessaire]. Britney Spears a interprété Hold It Against Me au Rain Nightclub ainsi que lors des émissions télévisées Good Morning America et Jimmy Kimmel Live!. La chanson a également été la prestation d'ouverture du Femme Fatale Tour (2011).

## Genèse
Hold It Against Me a été écrite et produite par Max Martin, Dr. Luke et Billboard, avec la contribution de Bonnie McKee. Après que le titre a été écrit, Gottwald et Martin ont voulu le donner à la chanteuse américaine Katy Perry, mais ils ont décidé que « ce n'était absolument pas une chanson pour Katy Perry. »[réf. nécessaire] Ils ont continué à travailler sur la piste avec Billboard. Gottwald a expliqué, « je voulais m'assurer que cela ne sonnait pas comme tout ce que j'ai pu faire [...] [Le titre] peut être dur dans le verset, et le pont est génial, très dur, mais le refrain est super-pop »[réf. nécessaire]. Après que des rumeurs ont fait irruption sur le web quant aux paroles de la chanson, Gottwald a commenté sur son compte Twitter le 9 décembre 2010, « Je/nous n'avons jamais écrit une chanson intitulée Don't Hold It Against Me.... Méfiez-vous des informations inexactes les enfants ;-) Nous avons fait écrit Hold It Against Me, mais ces paroles ne sont PAS les paroles .... »[réf. nécessaire] Il a été rapporté par les médias[Lesquels ?] que Hold It Against Me serait dévoilée en première mondiale le 7 janvier 2011. Cependant, cela a été démenti par le manager de Spears, Adam Leber. Une démo de la chanson, interprétée par McKee a été divulguée le 6 janvier 2011. Le même jour, Britney Spears a publié la pochette du single et commenté via Twitter, « Entendu une première démo de mon nouveau single fuité. Si vous pensez que c'est bon, attendez jusqu'à ce que vous entendiez le vrai mardi »[réf. nécessaire].
Le 10 janvier 2011, le single est devenu disponible à l'écoute sur le site web de Ryan Seacrest, qui l'a dévoilé en première mondiale lors de son émission de radio peu de temps après. La première diffusion radio a causé le plantage de plusieurs sites[Lesquels ?] après avoir reçu un trafic trop important de recherche à propos de la chanson[réf. nécessaire]. Hold It Against Me a été mis en vente sur l'iTunes Store le 11 janvier où il était disponible exclusivement jusqu'au 18 janvier 2011. Le single devait sortir le 20 février au Royaume-Uni mais la date a été avancée au 17 janvier 2011, en raison de l'importante demande[réf. nécessaire].

## Composition
Hold It Against Me est une chanson dance-pop qui mêlant rythmes indus et trance avec des éléments de grime. Les vocaux de Spears ont été décrits comme « un peu traité », mais pas lourdement Autotunés. Le refrain, qui rappelle d'autres productions pop de Max Martin contient des synthétiseurs portant la voix de la chanteuse et contrastant avec les lourds battements. Après le second refrain, le rythme chute et Spears parle les paroles dans le hook. [13] Celui-ci est suivi par un break aux influences dubstep. Spears gémit, envoie des baisers et chante les paroles « Gimme something good, don't wanna wait I want it now / Pop it like a hood and show me how you work it out. » Hold It Against Me se poursuit avec un second break, qui est plus semblable au reste de la piste. Le refrain final comporte une poignée d'accords rave et la chanson a une fin soudaine.
Rob Sheffield de Rolling Stone a fait remarquer que la chanson « rappelle l'ambiance synthé-mélancolique de la merveille de Britney en 2007, Britney Spears. »[réf. nécessaire] Il a aussi comparé le riff de la chanson au titre du groupe AC/DC, Dirty Deeds Done Dirt Cheap (1976)[réf. nécessaire]. Le hook a été noté par Ann Powers du Los Angeles Times comme rappelant le morceau (I Just) Died in Your Arms (1986) des Cutting Crew[réf. nécessaire]. Nick Levine de Digital Spy souligna que la chanson était comparable à Only Girl (In the World) (2010) de l'artiste barbadienne, Rihanna[réf. nécessaire]. Au niveau des paroles, Hold It Against Me parle de séduire quelqu'un sur le la piste de danse. Le refrain tourne autour de pick-up lines; Spears chante: « If I said I want your body now, would you hold it against me? » et « Cause you feel like paradise, and I need a vacation tonight. » James Montgomery de MTV compara l'atmosphère de ces paroles à celle de If U Seek Amy (2009).

## Réception

### Critiques
Hold It Against Me a reçu des avis positifs de la plupart des critiques[Lesquelles ?]. Rick Florino du site ARTISTdirect a donné à la chanson la note de quatre étoiles et demie, le considérant comme « l'un des tubes les plus accrocheurs de Britney jusqu'alors » tout en ajourant que le titre « se tient fièrement aux côtés des classiques de Britney comme Womanizer, Gimme More et Toxic, mais il y a une élégance raffinée et éthérée à ça qui voit Britney s'aventurer en un territoire nouveau et repousser les limites de la dance-pop une fois de plus. »[réf. nécessaire] Nick Levine de site web Digital Spy a déclaré que, bien que Hold It Against Me a été produit par Dr. Luke et Max Martin, le produit fini n'était pas similaire à des chansons des collaborateurs réguliers de Ke$ha et Katy Perry, mais en fait « sonne comme une excellente mélodie de Britney pour 2011. »[réf. nécessaire] Brad Wete de Entertainment Weekly a dit, « Hold It Against Me est un classique de Britney - c'est-à-dire que la performance vocale est loin d'être brillante, mais elle sert comme un accessoire agréable de l'assourdissante Euro techno groove de Dr. Luke et Max Martin. »[réf. nécessaire] Il a également ajouté que Spears n'a pas évolué dans les paroles qu'elle chante, et qu'il n'y avait pas beaucoup de changement par rapport aux singles comme ...Baby One More Time (1998) ou I'm a Slave 4 U (2001).
Greg Kot du Chicago Tribune a commenté, « c'est l'un des singles de Spears au son le plus dur jusqu'ici et devrait effectué le travail d'une piste de danse de remplissage pour les auditeurs qui commencent à se détacher des derniers singles de Katy Perry et The Black Eyed Peas »[réf. nécessaire]. Toutefois, il a également dénigré le contenu des paroles et a déclaré que Spears semble « s'ennuyer [...] comme c'est le cas avec la plupart de son travail récent. »[réf. nécessaire] Michael Cragg du journal britannique The Guardian a considéré le titre comme « convenable. » Rob Sheffield de Rolling Stone s'est référé à la chanson comme du « Britney de premier choix » et a déclaré que le titre « promet de grandes choses pour son album. » Jim Cantiello de MTV jugea l'utilisation de pick-up lines comme stupide, mais fit l'éloge du rythmes et des vocaux, tout en qualifiant le break de « grandiose ». Jim Farber du New York Daily News parle d'une « chanson de club prête-à-danser » et a ajouté : « Avec tout cela derrière elle, la fille « Oops » peut encore le faire », faisant référence à son tube, Oops!... I Did It Again (2000).
Edna Gundersen, de USA Today a critiqué l'utilisation de pick-up lines, mais a déclaré que le single « offre suffisamment d'extase de dance-pop vertigineuse pour assurer un autre tour en tête des charts. » Bill Lamb de About.com a qualifié Hold It Against comme l'une des plus matures chansons pop-dance de la carrière de Britney Spears, en louant la structure du refrain et le pont electropop. Lamb a déclaré que la chanson: « prendra rapidement sa place parmi les meilleurs singles de Britney Spears. » Le site Popjustice fit une critique positive par rapport à la démo de la chanson, en disant que, bien que les paroles et la mélodie ne sont pas différents, la version finale de Spears « est d'environ 1000 fois mieux que la démo. C'est une piste plus forte, plus pressante, extrêmement épique, qui sonne comme le travail d'une superstar. » Glenn Gamboa de Newsday a déclaré que Hold It Against Me était « un peu plus sûr [...] comme sa personnalité actuelle, discrète et non-scandaleuse ». JD Considine du journal canadien Globe and Mail considéra le remaniement de la chanson de The Bellamy Brothers était « piètre » mais a conclu que la piste était « un parfait bonbon pour les oreilles », la qualifiant de « luxure rendue audible »[réf. nécessaire].

### Accueil commercial
Un jour après sa sortie aux États-Unis, Hold It Against Me a établi le record du plus grand nombre de passages radio en première journée, enregistrant 619 passages sur Mediabase et 595 sur Nielsen Broadcast Data Systems (BDS). La chanson a battu le record Mediabase du nombre de diffusions radio en une semaine, enregistrant 3866 passages. Billboard a indiqué que la chanson était susceptible de faire ses débuts au sommet du Billboard Hot 100, en raison de l'importance de son airplay et de ses ventes, qui étaient estimées à plus de 400 000 exemplaires. Le 29 janvier 2011, Hold It Against Me a fait ses débuts à la première place du Hot 100, ce qui fait de Spears le deuxième artiste de l'histoire du classement à faire, plus d'une fois, ses débuts numéro un et ce derrière Mariah Carey. Le single est aussi la dix-huitième chanson à débuter à la première place, et le quatrième numéro un de Spears. Hold It Against Me fait de Spears la troisième artiste féminine, derrière Madonna et Janet Jackson, à atteindre le sommet le Hot 100 sur trois décennies, ainsi que la septième artiste du classement général. En 2012, le morceau a été voté comme meilleure chanson de ces deux dernières années ayant atteint la première position du Hot 100, émergent d'un panel de 32 chansons et de remportant l'ensemble de ses face-à-face lors du concours Billboard, « Hot 100 mars Madness ».
Hold It Against Me a également fait ses débuts au sommet du Hot Digital Songs, avec 411 000 exemplaires vendus. Ce score devient le meilleur démarrage en termes de ventes, sur une semaine, pour une artiste féminine, battant le précédent record détenu par Taylor Swift avec Today Was A Fairytale (2010). Le record a toutefois été battu par Lady Gaga et son single Born This Way le mois suivant. Il est également le plus gros total de ventes en une semaine de Spears, ainsi que le cinquième meilleur démarrage en une semaine de l'histoire du numérique. En sept semaines, Hold It Against Me a dépassé le million de téléchargements, et est devenu sa huitième chanson atteignant le million d'exemplaires vendus. Hold It Against Me a fait ses débuts 16e au classement Pop Songs de Billboard, tracer avec 4071 diffusions, soit le meilleur score de l'histoire du classement pour une nouvelle entrée. Il a également été lié le titre Frozen de Madonna (1998) pour le deuxième meilleur démarrage, derrière Mariah Carey avec Dreamlover (1993). [38] La semaine suivante, il a grimpé à la 10e place, devenant ainsi la septième chanson de l'histoire à atteindre le top 10 en seulement deux semaines, ainsi que la première à le faire en six ans. Au classement Radio Songs, Hold It Against Me fait ses débuts 23e avec 45 millions d'impressions d'audience pour sa première semaine, ce qui, selon Nielsen BDS, constitue le meilleur démarrage au sein du classement depuis la performance enregistrant par la titre Touch My Body de Mariah Carey (2008).
La chanson a débuté 10e aux ARIA Charts en Australie et a culminé à la 4e place de la semaine suivante. Le titre est devenu le onzième top 5 de Spears et son neuvième meilleur classement pour un de ses singles. Le morceau est resté dans le classement pendant douze semaines. Il a depuis été certifié disque de platine par l'Australian Recording Industry Association (ARIA) pour 70 000 unités vendues. Le 17 janvier, 2011, Hold It Against Me a débuté à la 1re place en Nouvelle-Zélande, devenant son quatrième numéro un. Toutefois, il n'est resté dans les charts que pendant huit semaines. Le 13 janvier 2011, la chanson se classe 6e en Irlande, et s'est hissé dans la top 5 la semaine suivante. Le single a également fait ses débuts au sommet au Canada, devenant le quatrième numéro un de Spears ainsi que la quatrième chanson de l'histoire du classement à débuter au numéro un. Avec des ventes numériques s'élevant à 37 000 exemplaires, Hold It Against Me a également fait ses débuts en 1re place au classement canadien Digital Songs, le meilleur démarrage en termes de ventes, et la deuxième meilleure semaine en ventes totales sur une semaine derrière The Black Eyed Peas avec The Time (Dirty Bit) (2010). Le titre débute également à la 11e au Hot 100 Airplay canadien, soit le meilleur démarrage depuis Haven't Met You Yet de Michael Bublé (2009), tout en entrant 12e au Top 40/CHR, le second meilleur démarrage de ces cinq dernières années, derrière Madonna avec 4 Minutes (2008). Après sa sortie au Royaume-Uni, Hold It Against Me fait ses débuts 6e au UK Singles Chart, devenant le vingt-et-unième top 10 de Spears. Cependant, c'est son plus faible classement pour le premier single d'un album studio. En Europe, la chanson a atteint le sommet des charts en Belgique francophone, au Danemark et en Finlande. Il se classe 2e en Belgique (Flandre), en Italie et en Norvège, 6e en Espagne, 7e en Suisse, et dans le top 20 en Autriche, République tchèque et aux Pays-Bas. En France, le single ne convainc pas et culmine à la 31e place.

## Vidéoclip
La vidéo de Hold It Against Me a été réalisée sous la direction de Jonas Åkerlund, connu pour ses multiples collaborations avec Madonna, Christina Aguilera ou encore P!nk. Elle a été dévoilée le 17 février en première mondiale sur la chaîne MTV et la plateforme Vevo. Précédemment, ce sont 14 teasers de quelques secondes qui ont été dévoilés jour après jour jusqu'à la date échéante de parution de la vidéo. Le clip de Hold It Against Me met en scène Britney Spears dans un univers futuriste et rythmé. Le chorégraphe Brian Friedman avec qui Britney Spears a notamment travaillé sur I'm A Slave 4 U et Toxic et sur le clip de Hold It Against Me annonçait un retour à la danse pour la chanteuse.  Bien que les chorégraphies ne comportent rien d'exceptionnellement remarquable, elles demeurent toutefois efficaces. Par ailleurs, si le clip à proprement parler ne s'appuie pas sur une histoire, c'est par plusieurs de ces sous entendus que l'on en comprend le sens. En effet, il est question d'un combat entre Britney Spears et son double, soit deux personnalités de la star. Comme le déclare son manager Larry Rudolph dans son interprétation de la vidéo, « Il y a deux Britney différentes. Une Britney publique et une Britney privée, et elles sont très différentes. Peut-être le monde ne le sait-il pas, peut-être que ceux d'entre nous qui sont proches d'elle le comprennent mais il y a deux Britney. Parfois ces deux Britney sont synchro, parfois non. Peut-être que cela veut dire aussi que Britney est forte et toujours au sommet après toutes ces années. Je pense qu'il y a là différentes façons de le voir. » L'interprétation de la vidéo qui semble la plus probable est celle qui veut que le clip mette en scène l'histoire de Britney Spears soit une arrivée en trombe dans le monde musical, un apogée atteint, la chute ainsi que le passage à vide et enfin le retour en grâce. On remarque que le clip vidéo de Hold It Against Me introduit plusieurs publicités, c'est ce que l'on appelle le placement de produit. Ainsi, dès le début de la vidéo, Britney Spears se parfume de sa nouvelle fragrance, Radiance, quelques secondes avant que la caméra ne fasse un gros plan sur l’ombre à paupières de la marque Make Up For Ever. Plusieurs téléviseurs Sony sont également mis bien en évidence, sur lesquels d'anciennes vidéos de la chanteuse sont présentées. Par ailleurs, le site de rencontre PlentyOfFish domine l’écran d’ordinateur de la star, alors qu’elle tente d’y trouver un amant.
À noter qu'à peine 4 jours après sa mise en ligne, le clip totalisait déjà plus de 10 millions de vues sur YouTube. À ce jour, la vidéo a dépassé les 100 millions de vues.

## Interprétations en direct
Britney Spears a interprété Hold It Against Me au Rain Nightclub ainsi que lors des émissions télévisées Good Morning America et Jimmy Kimmel Live!. La chanson a également été la prestation d'ouverture du Femme Fatale Tour (2011).

## Formats
| - Single Digital 1. Hold It Against Me — 3:49 - Single Digital UK / CD Single / Femme Fatale (Premium Fan Edition) Vinyle 7" 1. Hold It Against Me — 3:49 2. Hold It Against Me (Instrumental) — 3:49 - Remixes EP Digital 1. Hold It Against Me (Adrian Lux & Nause Radio) – 3:05 2. Hold It Against Me (JumpSmokers Club) – 6:02 3. Hold It Against Me (Ocelot Club) – 6:14 4. Hold It Against Me (Smoke 'N Mirrors Club) – 7:41 5. Hold It Against Me (Funk Generation Radio) – 3:48 6. Hold It Against Me (Tracy Young Ferosh Anthem Mix) – 8:38 7. Hold It Against Me (Abe Clements Radio) – 4:02 |

## Crédits et personnels
| - Chant: Britney Spears - Écriture: Bonnie McKee, Lukasz Gottwald, Max Martin | - Production: Dr. Luke, Max Martin |

Crédits extraits du livret de l'album Femme Fatale, Jive Records.

## Classements
| Classement (2011)               | Meilleure position |
| ------------------------------- | ------------------ |
| Allemagne                       | 23                 |
| Autriche                        | 16                 |
| Australie                       | 4                  |
| Belgique (Fr)                   | 1                  |
| Belgique (Nl)                   | 2                  |
| Brésil                          | 1                  |
| Canada                          | 1                  |
| Corée du Sud                    | 1                  |
| Danemark                        | 1                  |
| Écosse                          | 4                  |
| États-Unis Billboard Hot 100    | 1                  |
| États-Unis Hot Dance Club Songs | 1                  |
| États-Unis Pop Songs            | 3                  |
| Espagne                         | 6                  |
| Finlande                        | 1                  |
| France                          | 31                 |
| Hongrie                         | 33                 |
| Irlande                         | 5                  |
| Italie                          | 2                  |
| Japon                           | 8                  |
| Norvège                         | 2                  |
| Nouvelle-Zélande                | 1                  |
| Pays-Bas                        | 20                 |
| Pologne                         | 44                 |
| République tchèque              | 17                 |
| Royaume-Uni                     | 6                  |
| Russie                          | 21                 |
| Slovaquie                       | 3                  |
| Suède                           | 9                  |
| Suisse                          | 7                  |

## Certifications
| Pays              | Unités      | Certification |
| ----------------- | ----------- | ------------- |
| États-Unis (RIAA) | 2 000 000 + | 2 × Platine   |